# 砷酸三甲酯
砷酸三甲酯是一种化合物，化学式为AsO(CH3O)3。它可由砷酸银和碘甲烷反应制得。溴氧化亚砷酸三甲酯也有砷酸三甲酯产生。它和过量的无水叔丁醇回流反应，可以得到砷酸三叔丁酯。